# Parque nacional Norra Kvill
El parque nacional Norra Kvill es un pequeño parque nacional cerca de Vimmerby en el condado de Kalmar, Småland, en el sureste de Suecia. Fue creado en 1927. A pocos kilómetros de distancia del parque se encuentra el roble Rumskulla, el más grande de los robles de Europa que posee una circunferencia de 14 m. Se cree que este árbol tiene una edad cercana a los 1000 años.
En el parque se encuentra el mirador Idhöjden con una elevación de 45 metros por sobre la superficie de los lagos Stora Idgölen y Lilla Idgölen y el pantano de Dalskärret. Stora Idgölen también es denominado "Trollsjön" y se encuentra en el centro del parque, que también limita con Lilla Grytgölen. Un sendero permite recorrer todos estos lugares. Toda el área se encuentra a unos 230 m s. n. m.
El lecho de roca consiste en trozos pequeños de granito. Las grietas por fallas han dado lugar al terreno abruptamente montañoso. En algunos lugares, grandes cantidades de rocas forman campos de bloques continuos. En el parque hay poco más de 200 especies de musgos y 100 de líquenes. En el bosque pantanoso al noroeste de Stora, Idgölen crece, entre otras cosas, musgo, lisimaquia amarilla y Viola palustris.

## Galería

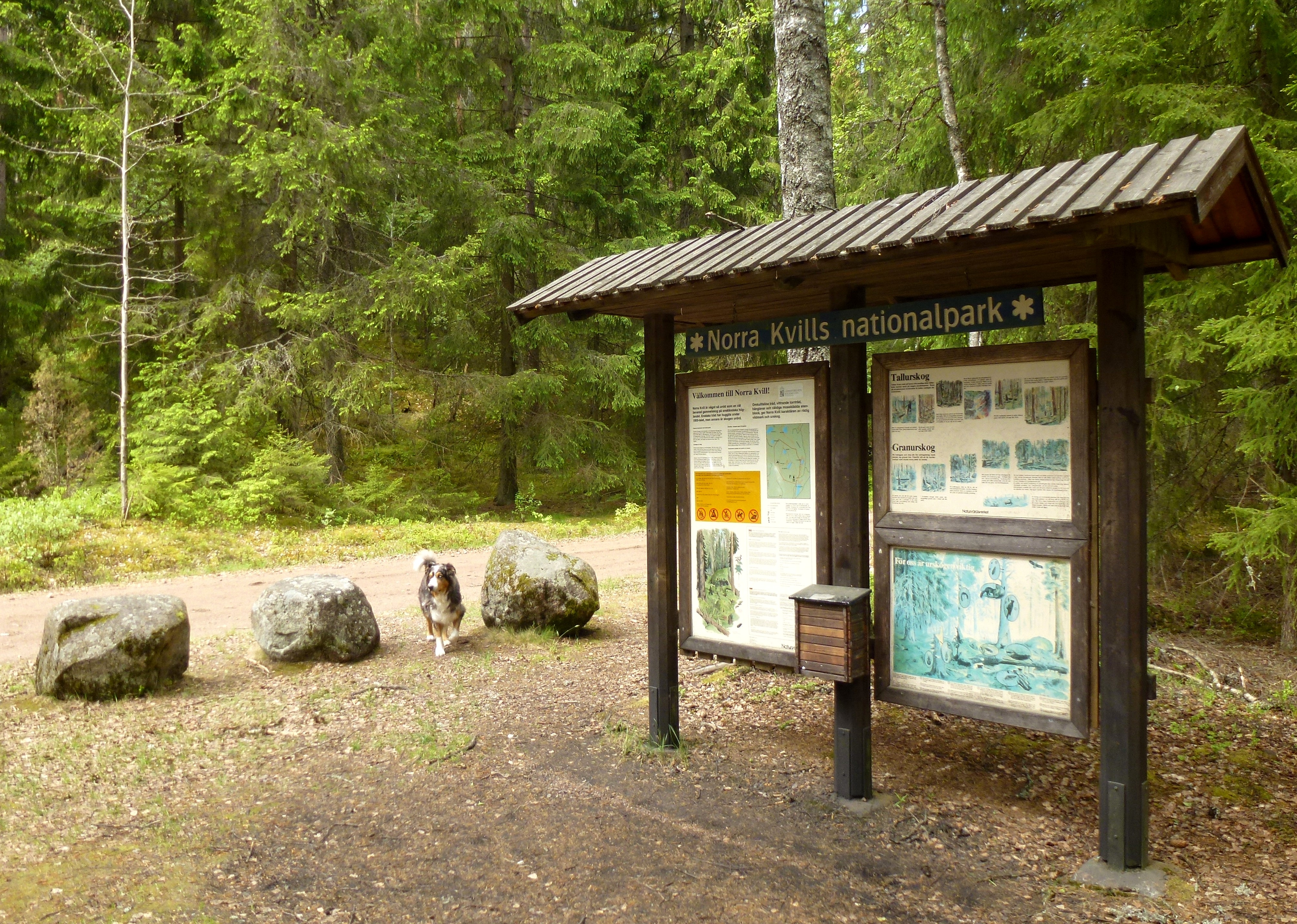
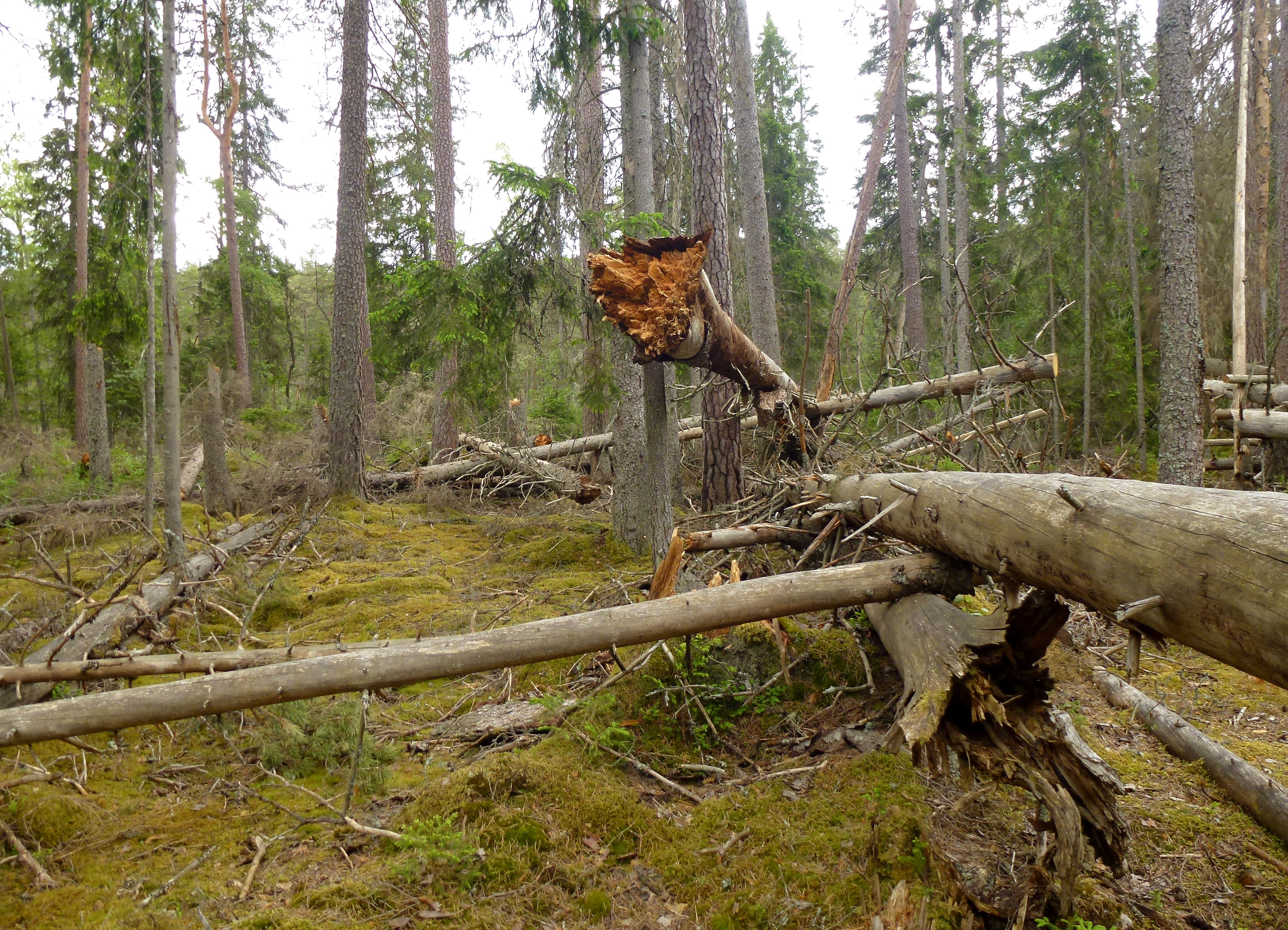
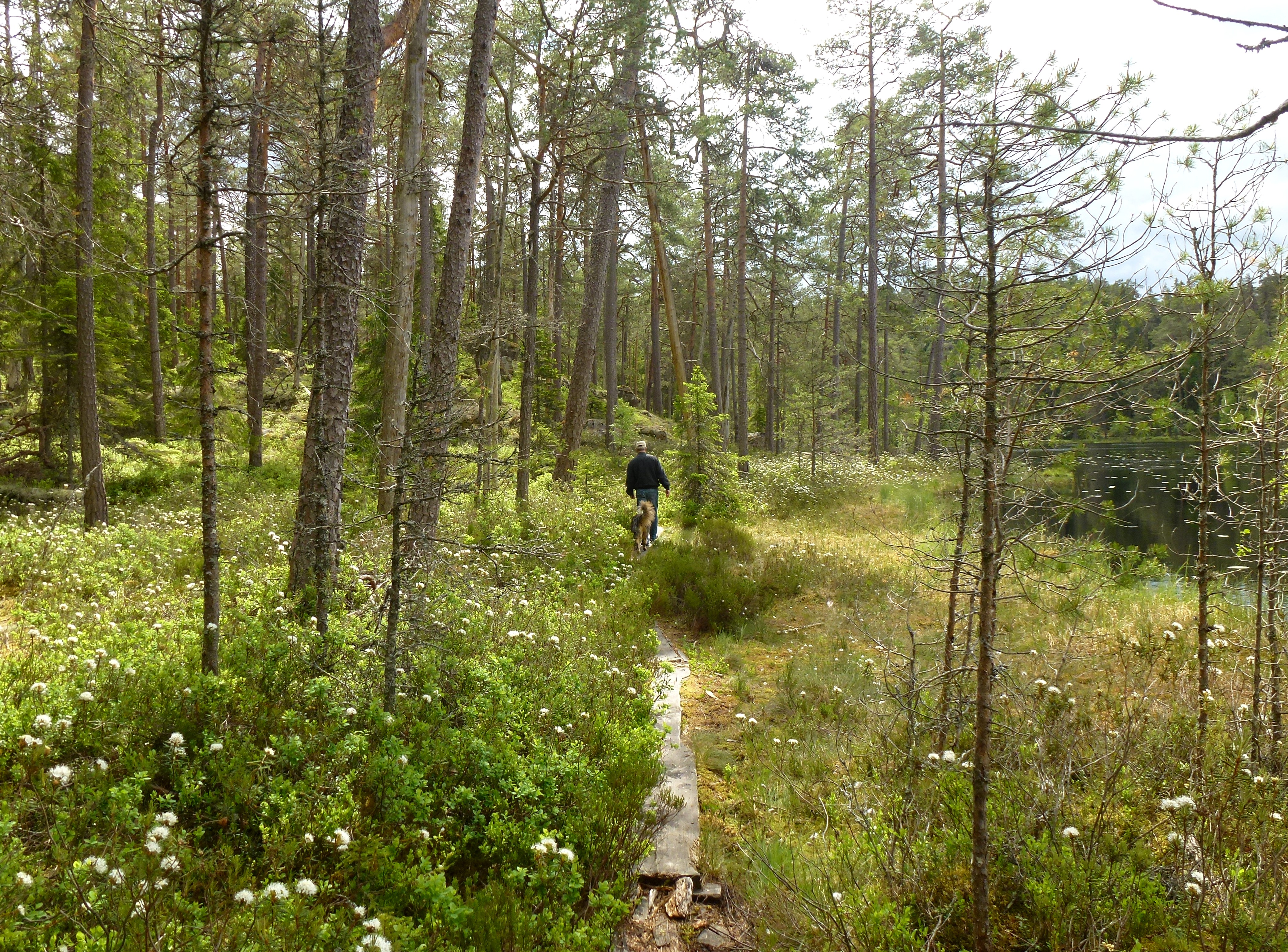
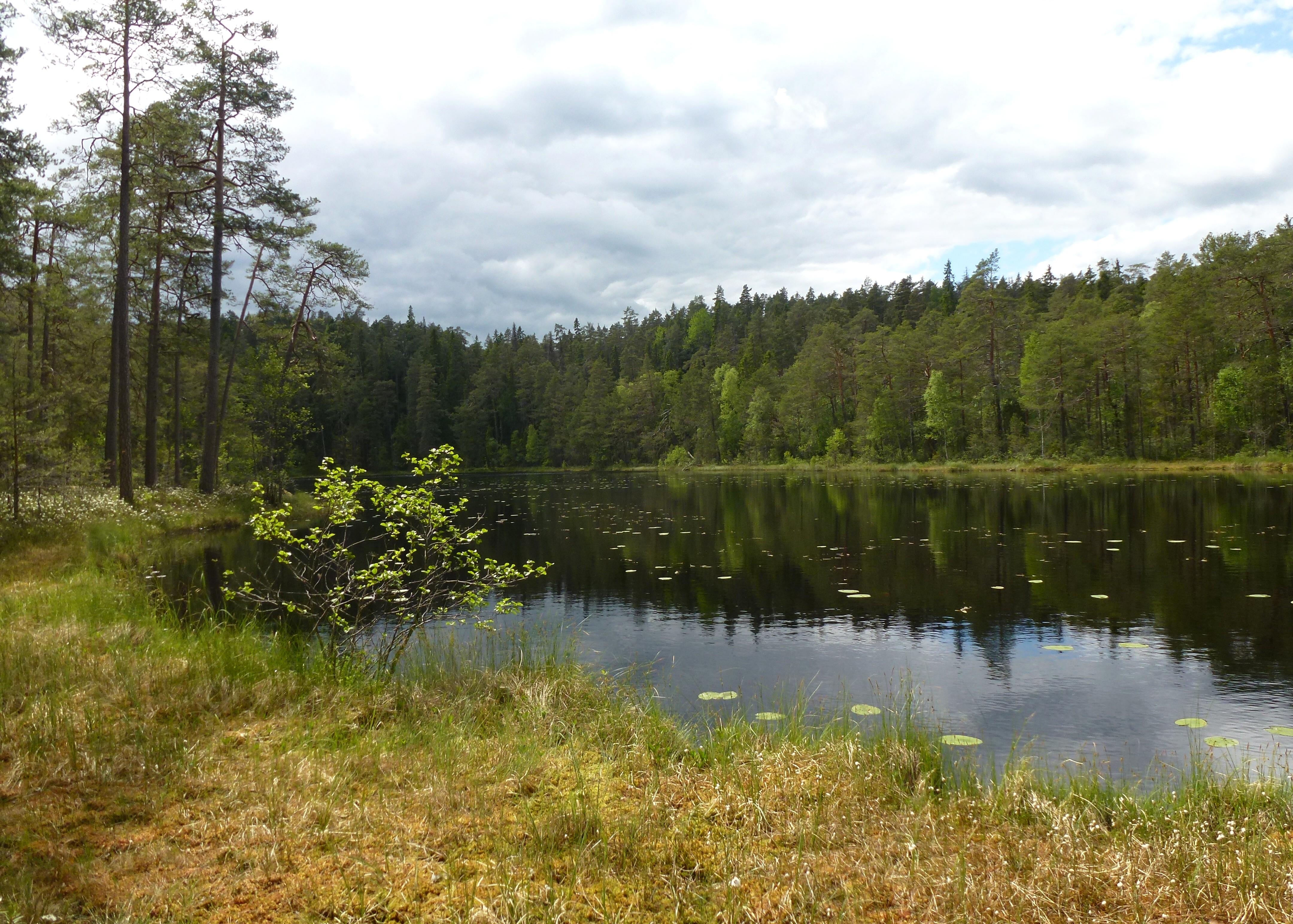